# Gurnee
Gurnee és una vila dels Estats Units a l'estat d'Illinois. Segons el cens del 2008 tenia 31.170 habitants.

## Demografia
Segons el cens del 2000, Gurnee tenia 28.834 habitants, 10.629 habitatges, i 7.716 famílies. La densitat de població era de 830,8 habitants/km².
Dels 10.629 habitatges en un 42,3% hi vivien nens de menys de 18 anys, en un 62,6% hi vivien parelles casades, en un 7,8% dones solteres, i en un 27,4% no eren unitats familiars. En el 22,7% dels habitatges hi vivien persones soles el 6,4% de les quals corresponia a persones de 65 anys o més que vivien soles. El nombre mitjà de persones vivint en cada habitatge era de 2,71 i el nombre mitjà de persones que vivien en cada família era de 3,25.
Per edats la població es repartia de la següent manera: un 30,3% tenia menys de 18 anys, un 5,5% entre 18 i 24, un 37,2% entre 25 i 44, un 19,9% de 45 a 60 i un 7,2% 65 anys o més.
L'edat mediana era de 34 anys. Per cada 100 dones de 18 o més anys hi havia 90,2 homes.
La renda mediana per habitatge era de 75.742 $ i la renda mediana per família de 88.932 $. Els homes tenien una renda mediana de 60.274 $ mentre que les dones 38.713 $. La renda per capita de la població era de 31.517 $. Aproximadament el 2% de les famílies i el 3% de la població estaven per davall del llindar de pobresa.

## Poblacions properes
El següent diagrama mostra les poblacions més properes.